# Rosângela Santos
Rosângela Santos (ur. 20 grudnia 1990 w Waszyngtonie) – brazylijska lekkoatletka specjalizująca się w biegach sprinterskich.
W 2007 roku zdobyła srebrny medal w biegu na 100 metrów podczas mistrzostw świata juniorów młodszych. Rok później – wraz z koleżankami z reprezentacji – wywalczyła w sztafecie 4 z 100 metrów brąz juniorskich mistrzostw świata oraz była czwarta na igrzyskach olimpijskich. Złota medalistka igrzysk panamerykańskich w biegu na 100 metrów (2011). W 2015 zdobyła dwa złota i brąz na światowych igrzyskach wojska w Mungyeong. Medalistka juniorskich mistrzostw Ameryki Południowej. W 2016 zdobyła swoje czwarte złoto mistrzostw ibero-amerykańskich. Złota medalistka mistrzostw Brazylii w kategoriach: kadetek, juniorek oraz seniorek.
Rekordy życiowe: bieg na 100 metrów – 10,91 (6 sierpnia 2017, Londyn) rekord Ameryki Południowej; bieg na 200 metrów – 22,77 (7 czerwca 2015, Birmingham); bieg na 60 metrów (hala) – 7,17 (13 lutego 2016, Berlin i 9 lutego 2021, Liévin) – do 18 marca 2022 halowy rekord Ameryki Południowej.
9 sierpnia 2012 w Londynie Santos biegła na ostatniej zmianie brazylijskiej sztafety 4 × 100 metrów, która ustanowiła rekord Ameryki Południowej – 42,55. Rok później w Moskwie Brazylijki poprawiły ten rezultat, osiągając czas 42,29.

## Osiągnięcia
| Rok  | Impreza                                            | Miejsce        | Konkurencja        | Pozycja    | Wynik   |
| ---- | -------------------------------------------------- | -------------- | ------------------ | ---------- | ------- |
| 2006 | Gimnazjada                                         | Saloniki       | bieg na 100 m      | półfinał   | 12,11   |
| 2006 | Mistrzostwa Ameryki Południowej juniorów młodszych | Caracas        | bieg na 100 m      | 2. miejsce | 11,95   |
| 2006 | Mistrzostwa Ameryki Południowej juniorów młodszych | Caracas        | sztafeta 4 × 100 m | 1. miejsce | 46,20   |
| 2006 | Mistrzostwa Ameryki Południowej juniorów młodszych | Caracas        | sztafeta szwedzka  | 1. miejsce | 2:12,03 |
| 2007 | Mistrzostwa Ameryki Południowej juniorów           | São Paulo      | bieg na 100 m      | 1. miejsce | 11,56   |
| 2007 | Mistrzostwa Ameryki Południowej juniorów           | São Paulo      | sztafeta 4 × 100 m | 1. miejsce | 44,42   |
| 2007 | Mistrzostwa panamerykańskie juniorów               | São Paulo      | bieg na 100 m      | 2. miejsce | 11,44   |
| 2007 | Mistrzostwa panamerykańskie juniorów               | São Paulo      | sztafeta 4 × 100 m | 2. miejsce | 43,98   |
| 2007 | Mistrzostwa świata juniorów młodszych              | Ostrawa        | bieg na 100 m      | 2. miejsce | 11,46   |
| 2007 | Mistrzostwa świata juniorów młodszych              | Ostrawa        | bieg na 200 m      | 4. miejsce | 23,75   |
| 2008 | Mistrzostwa świata juniorów                        | Bydgoszcz      | bieg na 100 m      | 4. miejsce | 11,63   |
| 2008 | Mistrzostwa świata juniorów                        | Bydgoszcz      | sztafeta 4 × 100 m | 3. miejsce | 44,61   |
| 2008 | Igrzyska olimpijskie                               | Pekin          | sztafeta 4 × 100 m | 4. miejsce | 43,14   |
| 2008 | Młodzieżowe mistrzostwa Ameryki Południowej        | Lima           | bieg na 100 m      | 1. miejsce | 11,91   |
| 2011 | Uniwersjada                                        | Shenzhen       | bieg na 100 m      | 5. miejsce | 11,48   |
| 2011 | Mistrzostwa świata                                 | Daegu          | bieg na 100 m      | półfinał   | 11,61   |
| 2011 | Mistrzostwa świata                                 | Daegu          | sztafeta 4 × 100 m | 8. miejsce | 43,10   |
| 2011 | Igrzyska panamerykańskie                           | Guadalajara    | bieg na 100 m      | 1. miejsce | 11,22   |
| 2011 | Igrzyska panamerykańskie                           | Guadalajara    | sztafeta 4 × 100 m | 1. miejsce | 42,85   |
| 2012 | Mistrzostwa ibero-amerykańskie                     | Barquisimeto   | bieg na 100 m      | 1. miejsce | 11,41   |
| 2012 | Mistrzostwa ibero-amerykańskie                     | Barquisimeto   | sztafeta 4 × 100 m | 1. miejsce | 43,90   |
| 2012 | Igrzyska olimpijskie                               | Londyn         | bieg na 100 m      | półfinał   | 11,17   |
| 2012 | Igrzyska olimpijskie                               | Londyn         | sztafeta 4 × 100 m | 7. miejsce | 42,91   |
| 2013 | Mistrzostwa świata                                 | Moskwa         | sztafeta 4 × 100 m | eliminacje | 42,29   |
| 2014 | Mistrzostwa ibero-amerykańskie                     | São Paulo      | sztafeta 4 × 100 m | 1. miejsce | 42,92   |
| 2015 | Igrzyska panamerykańskie                           | Toronto        | bieg na 100 m      | 4. miejsce | 11,04   |
| 2015 | Igrzyska panamerykańskie                           | Toronto        | sztafeta 4 × 100 m | 4. miejsce | 43,01   |
| 2015 | Mistrzostwa świata                                 | Pekin          | bieg na 100 m      | półfinał   | 11,07   |
| 2015 | Mistrzostwa świata                                 | Pekin          | bieg na 200 m      | półfinał   | 22,87   |
| 2015 | Mistrzostwa świata                                 | Pekin          | sztafeta 4 × 100 m | eliminacje | 43,15   |
| 2015 | Światowe wojskowe igrzyska sportowe                | Mungyeong      | bieg na 100 m      | 1. miejsce | 11,17   |
| 2015 | Światowe wojskowe igrzyska sportowe                | Mungyeong      | bieg na 200 m      | 3. miejsce | 23,38   |
| 2015 | Światowe wojskowe igrzyska sportowe                | Mungyeong      | sztafeta 4 × 100 m | 1. miejsce | 43,87   |
| 2016 | Halowe mistrzostwa świata                          | Portland       | bieg na 60 m       | półfinał   | 7,20    |
| 2016 | Mistrzostwa ibero-amerykańskie                     | Rio de Janeiro | bieg na 100 m      | 1. miejsce | 11,24   |
| 2016 | Igrzyska olimpijskie                               | Rio de Janeiro | bieg na 100 m      | półfinał   | 11,23   |
| 2016 | Igrzyska olimpijskie                               | Rio de Janeiro | sztafeta 4 × 100 m | eliminacje | DQ      |
| 2017 | IAAF World Relays                                  | Nassau         | sztafeta 4 × 100 m | –          | DNF     |
| 2017 | Mistrzostwa Ameryki Południowej                    | Asunción       | sztafeta 4 × 100 m | 1. miejsce | 43,12   |
| 2017 | Mistrzostwa świata                                 | Londyn         | bieg na 100 m      | 7. miejsce | 11,06   |
| 2017 | Mistrzostwa świata                                 | Londyn         | bieg na 200 m      | półfinał   | DQ      |
| 2017 | Mistrzostwa świata                                 | Londyn         | sztafeta 4 × 100 m | 7. miejsce | 42,63   |
| 2018 | Halowe mistrzostwa świata                          | Birmingham     | bieg na 60 m       | eliminacje | 7,32    |
| 2018 | Igrzyska Ameryki Południowej                       | Cochabamba     | bieg na 100 m      | 6. miejsce | 11,39   |
| 2018 | Mistrzostwa ibero-amerykańskie                     | Trujillo       | bieg na 100 m      | 3. miejsce | 11,44   |
| 2018 | Mistrzostwa ibero-amerykańskie                     | Trujillo       | bieg na 200 m      | 2. miejsce | 23,92   |
| 2019 | Igrzyska panamerykańskie                           | Lima           | sztafeta 4 × 100 m | 1. miejsce | 43,04   |
| 2019 | Mistrzostwa świata                                 | Doha           | bieg na 100 m      | eliminacje | 11,32   |
| 2019 | Mistrzostwa świata                                 | Doha           | sztafeta 4 × 100 m | eliminacje | DQ      |
| 2019 | Światowe wojskowe igrzyska sportowe                | Wuhan          | bieg na 100 m      | 2. miejsce | 11,39   |
| 2019 | Światowe wojskowe igrzyska sportowe                | Wuhan          | sztafeta 4 × 100 m | 1. miejsce | 43,29   |
| 2021 | World Athletics Relays                             | Chorzów        | sztafeta 4 × 100 m | eliminacje | DQ      |
| 2021 | Igrzyska olimpijskie                               | Tokio          | bieg na 100 m      | eliminacje | 11,33   |
| 2021 | Igrzyska olimpijskie                               | Tokio          | sztafeta 4 × 100 m | eliminacje | 43,15   |
| 2022 | Halowe mistrzostwa Ameryki Południowej             | Cochabamba     | bieg na 60 m       | 1. miejsce | 7,24    |
| 2022 | Halowe mistrzostwa świata                          | Belgrad        | bieg na 60 m       | eliminacje | DQ      |
| 2023 | Mistrzostwa Ameryki Południowej                    | São Paulo      | sztafeta 4 × 100 m | 1. miejsce | 43,47   |
| 2023 | Mistrzostwa świata                                 | Budapeszt      | sztafeta 4 × 100 m | eliminacje | 43,46   |